# Rhian Wilkinson
Rhian Wilkinson (* 12. Mai 1982 in Pointe-Claire, Québec) ist eine ehemalige kanadische Fußballspielerin und heutige -trainerin. Die Allrounderin spielte zuletzt für den Portland Thorns FC und 181-mal in der kanadischen Fußballnationalmannschaft, beendete im Februar 2017 ihre aktive Spielerkarriere.

## Karriere
Wilkinson ist die Tochter eines in Dänemark geborenen Kanadiers und einer Waliserin. Sie begann mit dem Fußballspielen in ihrer Heimatprovinz Québec und wechselte 2000 an die University of Tennessee. Ab 2003 spielte sie mit Ottawa Fury in der W-League, anschließend vier Jahre in Norwegen bei den Lillestrøm SK Kvinner und dann kurzzeitig auf Leihbasis für die Western Mass Lady Pioneers wieder in der W-League. 2010 spielte sie für Surrey United Firefighters.
In der Saison 2013 spielte sie in der neugegründeten National Women’s Soccer League für die Boston Breakers. Zur Saison 2014 wechselte sie für eine Spielzeit zu den Laval Comets in die USL W-League. Vor der Saison 2015 wurde Wilkinson dem Portland Thorns FC zugewiesen, absolvierte dort jedoch nur einen Kurzeinsatz und verließ das Franchise am Saisonende wieder.

### International
Ihr erstes A-Länderspiel machte Wilkinson am 26. April 2003 beim 1:6 gegen die USA. Mit der kanadischen Fußballnationalmannschaft belegte sie bei der Fußball-Weltmeisterschaft 2003 den vierten Platz. 2007 schied sie mit Kanada in der Vorrunde der WM aus. Bei den Olympischen Sommerspielen 2008 kam sie mit ihrer Mannschaft bis ins Viertelfinale. Dort verloren sie in der Verlängerung mit 1:2 gegen den späteren Turniersieger USA. Am 14. Juni machte sie beim Testspiel gegen Nordkorea ihr 100. Länderspiel. Sie war Mitglied des kanadischen Kaders für die WM und wurde im Eröffnungsspiel gegen Deutschland eingesetzt. Auch in den beiden weiteren Spielen wurde sie eingesetzt, Kanada schied aber nach der Vorrunde ohne Punktgewinn aus.
Für die Olympischen Spiele 2012 wurde sie ebenfalls nominiert, kam in allen sechs Spielen Kanadas zum Einsatz und gewann mit der Mannschaft die Bronzemedaille.
Am 10. März 2014 machte sie beim Zypern-Cup 2014 gegen im Gruppenspiel England als 3. Kanadierin ihr 150. Länderspiel.

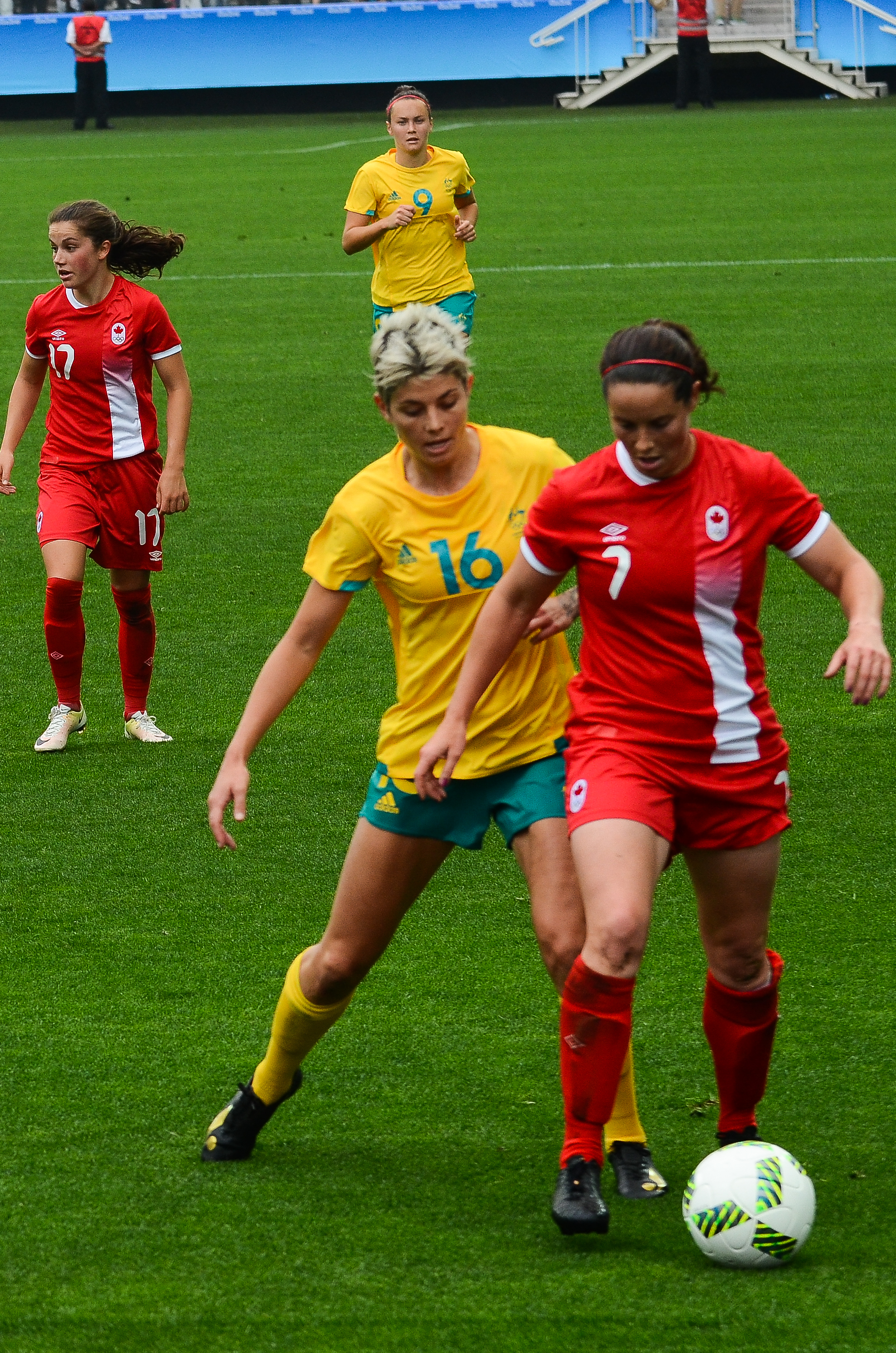
Wilkinson (rechts) bei den Olympischen Spielen 2016

Im Sommer 2015 wurde sie in den Kader für die Weltmeisterschaft im eigenen Land berufen, bei der sie aber nur zu drei Einsätzen kam.
Sie gehörte ebenfalls zum Kader für das Qualifikationsturnier für die Olympischen Sommerspiele 2016, bei dem sich die Kanadierinnen für die Olympischen Spiele qualifizierten. Sie kam aber nur im letzten Gruppenspiel und im Finale zum Einsatz, das mit 0:2 gegen die USA verloren wurde.
Bei den Olympischen Spielen in Rio de Janeiro gewann sie mit der kanadischen Mannschaft erneut die Bronzemedaille. Sie spielte aber nur im Gruppenspiel gegen Deutschland über 90 Minuten, im Gruppenspiel gegen Australien wurde sie zur zweiten Halbzeit ausgewechselt und im Halbfinale gegen Deutschland nach einer Stunde.

### Als Trainerin
Nachdem sie 2009 als Volunteer Assistenz Trainer an der Universität von Tennessee war, wurde sie am 31. Juli 2018 Trainerin für die U-15 Mädchen Nationalmannschaft Kanadas. Am 29. Oktober 2018 übernahm sie interimsmäßig den vakanten Trainer-Job für Kanadas U-17 Nationalmannschaft für die U-17-Fußball-Weltmeisterschaft der Frauen 2018. Anfang August 2019 wurde sie zudem Cheftrainerin der U-20-Nationalmannschaft.
Im Januar 2021 wurde sie Co-Trainerin der englischen Fußballnationalmannschaft der Frauen.
Im November 2021 wurde sie Cheftrainerin des Portland Thorns FC. 2022 führte sie die Mannschaft zur NWSL-Meisterschaft. Dennoch beendete sie im Dezember 2022 ihre Tätigkeit in Portland.
Im Februar 2024 wurde sie als neue Cheftrainerin der walisischen Frauennationalmannschaft vorgestellt, sie unterschrieb einen Dreijahresvertrag.

## Persönliches
Wilkinson spielt seit 1994 Cello und Trompete, für das Suzuki Strings Orchestra am Institut Suzuki in Montreal.

## Erfolge
- Spielerin:
  - CONCACAF Women’s Gold Cup: Sieger 2010
  - Panamerikanische Spiele 2003: Silbermedaille
  - Panamerikanische Spiele 2007: Bronzemedaille
  - Panamerikanische Spiele 2011: Goldmedaille
  - Olympische Spiele 2012: Bronzemedaille
  - Zypern-Cup-Sieger 2008
  - Algarve-Cup-Siegerin 2016
  - Olympische Spiele 2016: Bronzemedaille
- Trainerin:
  - National Women’s Soccer League 2022 Meister